# 九龍巴士13A線
九龍巴士13A線是香港九龍一條已停駛的巴士路線。

## 歷史
- 1964年4月28日：本線投入服務，往來九龍城碼頭及秀茂坪，途經彩虹道。
- 1965年：秀茂坪總站遷往協和街，總站仍名為秀茂坪，來回程不經物華街。
- 1967年2月26日：總站由協和街延長至下秀茂坪。
- 1967年6月25日：因六七暴動，本線暫停服務至同年8月。
- 1970年7月1日：九巴取消所有市區和荃灣路線分段收費。
- 1973年7月16日：秀茂坪總站遷往上秀茂坪，來回程途經曉光街。
- 1984年8月24日：九龍城總站遷往紅磡碼頭（現時紅菱街一帶）。
- 1991年3月17日：紅磡碼頭搬遷至紅磡灣，本線亦隨之延長路線，全程收費增至$2.5，其後1992年增設由明安街往紅磡碼頭$1.9的分段收費。
- 1991年3月31日：九巴恢復所有市區及荃灣路線分段收費，本線增設由物華街往上秀茂坪$1.9的分段收費。
- 1995年1月5日：一名婦人在新蒲崗下車時，被本線用車N151（CK1027）的摺門夾著右腳，車長沒有察覺下繼續行車，婦人被拖行約300米才被發現，身體多處遭到嚴重創傷。多宗同類事故發生後，巴士公司陸續為旗下車輛安裝下車警告裝置，防止意外再次發生。
- 1995年3月19日：本線與5K線合併為一條新線，往返上秀茂坪及九龍車站的13K線（即現時的11X線）。

## 營運狀況
本線經營逾30年，營運環境一向頗佳，唯往來觀塘區和紅磡一帶有多線巴士服務，為有效善用資源，營辦商在1990年代初作出一次市區路線重組研究，包括把走線和服務人口相當接近的本線和5K線（觀塘碼頭－九龍車站）合併的可能性。隨著本港工業式微，觀塘和新蒲崗工業區的交通需求減少，加上轉乘渡海小輪的市民亦相對下降，兩線各有部份路段途經有關地方，可刪減之。經詳細研究後，兩線最終成功合併為新線13K線（上秀茂坪－九龍車站），取用更便利乘客的路線，繼續在沿線服務。

## 收費
取消前收費：
- 全程 $3.5
- 物華街往上秀茂坪 $2.5
- 明安街往紅磡碼頭 $2.5

## 行車資料
取消前行車路線：

### 往紅磡碼頭方向
- 途經地方：秀茂坪、觀塘市中心、牛頭角、九龍灣、新蒲崗、啟德機場、馬頭圍、紅磡。
- 途經街道：曉光街、秀明道、秀茂坪道、協和街、同仁街、裕民坊、康寧道、牛頭角道、雅麗道、觀塘道、太子道東、太子道西、馬頭涌道、馬頭圍道、浙江街、土瓜灣道、馬頭圍道、蕪湖街、大沽街、寶其利街、明安街、必嘉街、機利士南路、紅磡南道及紅磡碼頭通道。

### 往上秀茂坪方向
- 途經地方：紅磡、馬頭圍、啟德機場、新蒲崗、九龍灣、牛頭角、觀塘市中心、秀茂坪。
- 途經街道：紅磡碼頭通道、紅磡南道、未命名路、機利士南路、蕪湖街、馬頭圍道、新柳街、漆咸道北、馬頭圍道、馬頭涌道、太子道西、太子道東、觀塘道、牛頭角道、康寧道、物華街、協和街、秀茂坪道、秀明道及曉光街。

## 用車
取消前用車為丹尼士喝采巴士（N）
- N1（BR4474）：配上九巴自行研製的車身，是巴士樣板之一。
- N134（CK1801）、N151（CK1027）、N167（CL8026）：配上亞歷山大KB型車身。
- N245（CN3871）、N259（CN7363）、N269（CP3391）、N275（CP8523）、N290（CR3290）、N300（CR4513）、N307（CR6851）、N337（CT5013）、N344（CT5339）：配上都普車身。

### 車身廣告
車身廣告在1980至90年代大放異彩，以上部分用車的整個車身和下層車尾，曾被披上不同類型的產品廣告或宣傳訊息。
- N167（CL8026）：胃仙Ｕ雙層胃藥（全車身）
- N259（CN7363）：蜆殼機油（下層車尾）
- N275（CP8523）：好易通電子辭典（全車身）
- N300（CR4513）：預防愛滋，由關懷開始（全車身）